# عبد الرؤوف (اسم)
عبد الرؤوف اسم عربي يطلق على الذكور، وهو مستخدم في العهد الحديث كإسم وكلقب. وهو مكون من جزأين «عبد» و «الرؤوف». الرؤوف وهي اسم من اسماء الله الحسنى المذكورة في القرآن الكريم. قد يشير اسم عبد الرؤوف إلى:

## سياسيون ورجال دين
- عبد الرؤوف الكسم
- عبد الرؤوف الروابدة
- فيصل عبد الرؤوف
- عمر خليفة أبو بكر
- الملا عبد الرؤوف

## رياضيون
- محمود عبد الرؤوف
- أحمد عبد الرؤوف